# Pencak Silat

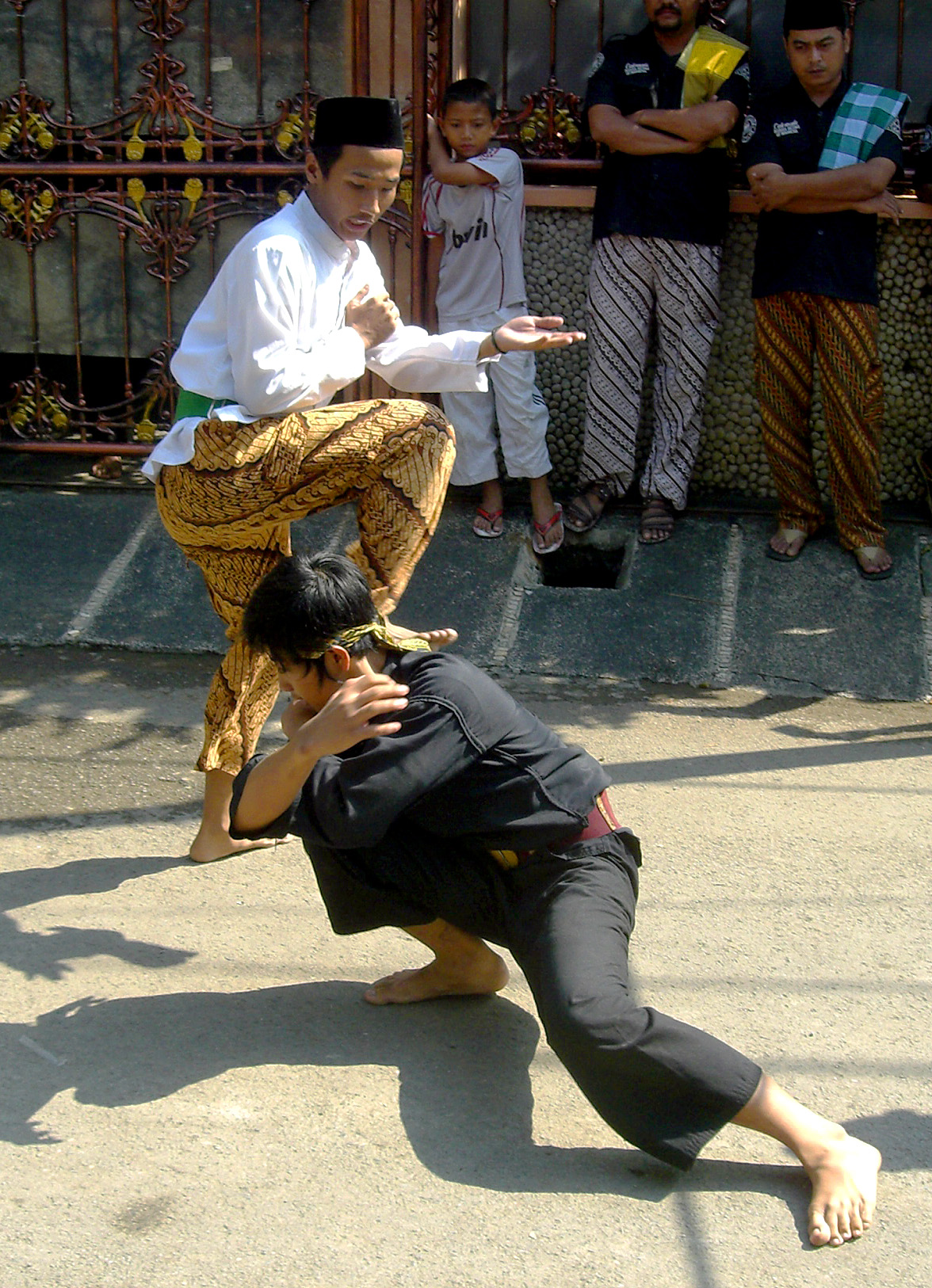
Pencak-Silat-Vorführung in Djakarta.

Pencak Silat in Indonesien oder Silat auf den übrigen Inseln des Malaiischen Archipels ist der Oberbegriff für die traditionellen Kampfkünste. Sinngemäß übersetzt bedeutet der Begriff „Übungen von Techniken zur Selbstverteidigung und ihre Anwendung im Kampf“. Pencak Silat wird vor allem in Indonesien, Malaysia, Brunei und in den südlichen Philippinen praktiziert. Neben vielen Hauptstilen existieren zahlreiche Dorfstile. Die Begriffe Pencak Silat und Silat können synonym verwendet werden. Pencak Silat wird zwar als „Kampfkunst“ bezeichnet, jedoch versteht man in manchen Regionen unter dem Begriff ausschließlich den Wettkampfstil Olahraga, der eine stark veränderte, wesentlich entschärfte Form des traditionellen Silat darstellt.
In seiner ursprünglichen Form ist Pencak Silat ein vielseitiges, äußerst effektives Nahkampfsystem. So kam die Kampfkunst in allen kriegerischen Auseinandersetzungen des Archipels zum Einsatz, so zum Beispiel bei der Abwehr der mongolischen Invasion Javas im Jahr 1293, im Philippinisch-Amerikanischen Krieg von 1899 bis 1902, im Zweiten Weltkrieg im Kampf gegen die Japaner, im Indonesischen Unabhängigkeitskrieg von 1945 bis 1949 und anderen. Von besonderer Bedeutung war zudem der Regionalkonflikt zwischen den Inselreichen Majapahit auf Java und Srivijaya auf Sumatra von 1293 bis etwa zum Jahr 1377. Nach ihrer Zerschlagung brachten die Reste der Srivijaya Silat nach Cebu in die Philippinen.

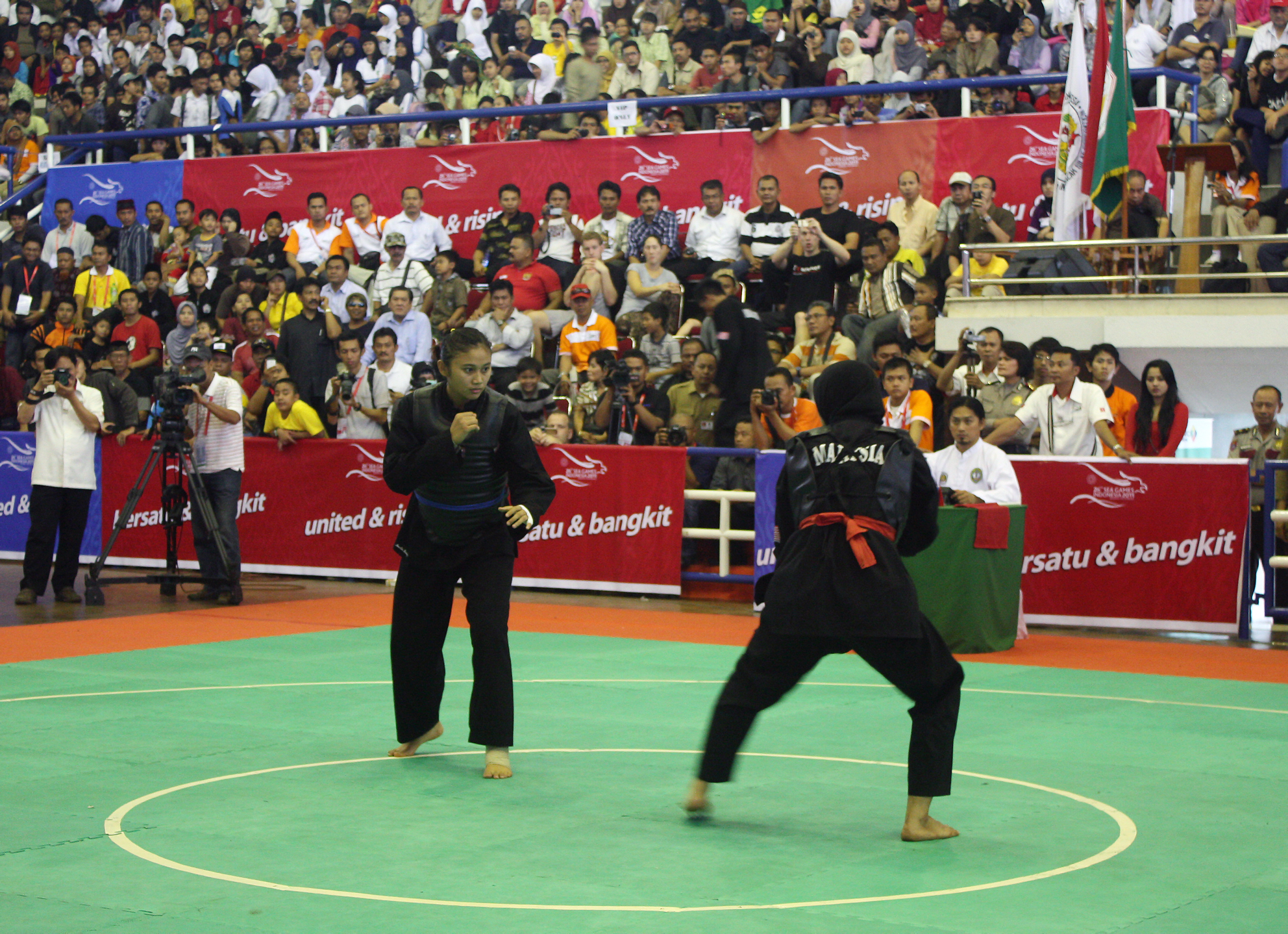
Frauenkampf beim Pencak-Silat-Match Indonesien vs Malaysia

Silat genießt vor allem in West-Java einen hohen kulturellen und gesellschaftlichen Stellenwert und wird dementsprechend dort ebenfalls im Rahmen des Schulsports unterrichtet. Neben dem Aspekt der Selbstverteidigung und dem Wettkampf können die erlernten Bewegungen und Atemtechniken auch zur Meditation und allgemeinen Gesunderhaltung genutzt werden. Die Formen, in den meisten Stilen als Jurus bezeichnet, können darüber hinaus getanzt werden.
Das Brauchtum um Silat / Pencak Silat wurde 2019 gleich zweimal in die Repräsentative Liste des immateriellen Kulturerbes der Menschheit der UNESCO aufgenommen.

## Etymologie

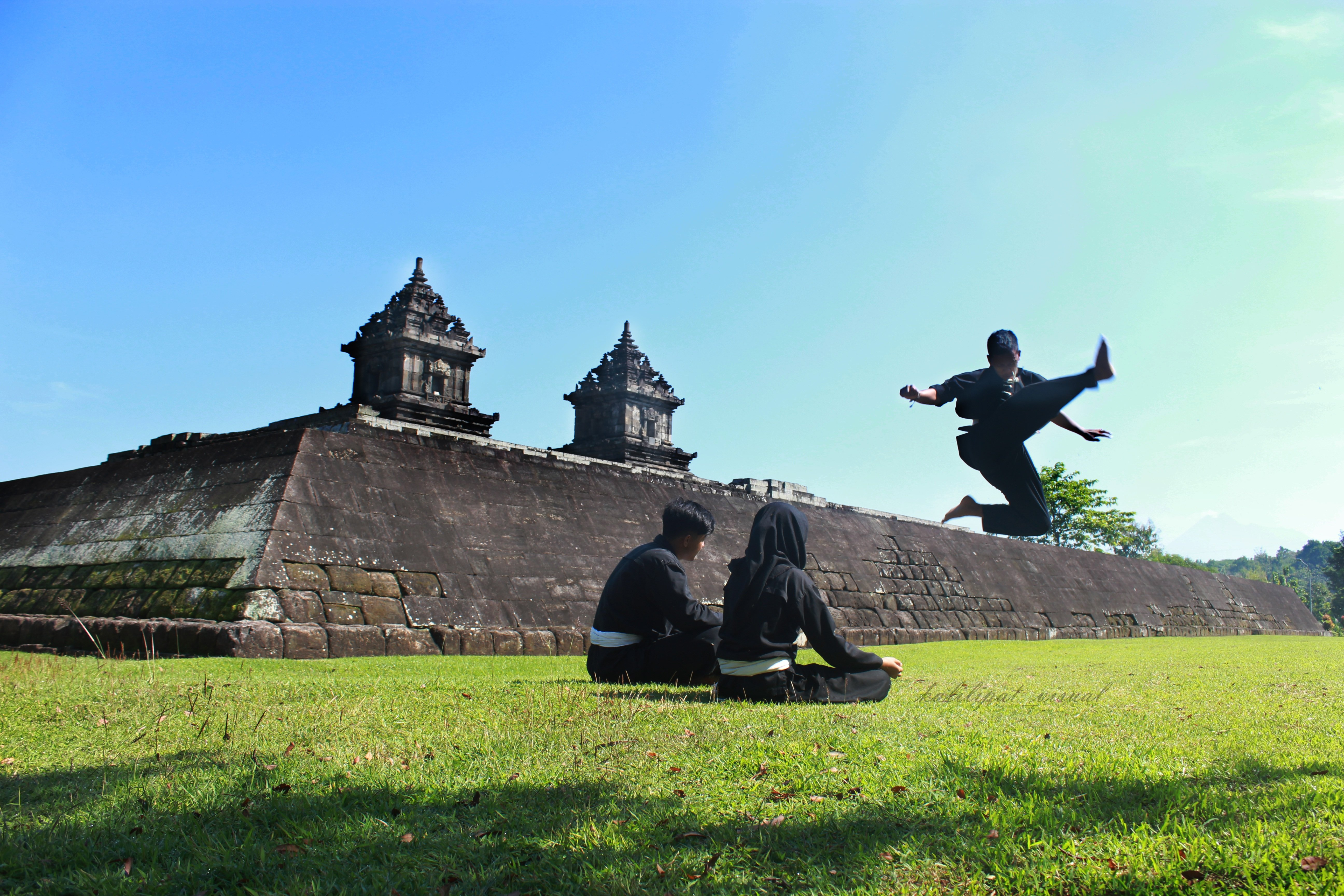
Fliegender Kick am Barong Tempel, Yogyakarta, Indonesien

Die Bezeichnung Pencak Silat tauchte erstmals 1948 auf, als die Ikatan Pencak Silat Indonesia (IPSI, „Verband Pencak Silat Indonesien“) mit dem Ziel gegründet wurde, alle indonesischen Kampfkünste in einem Verband zu einigen. Ursprünglich waren eher die verschiedenen regionalen Bezeichnungen gebräuchlich, darunter beispielsweise penca, maenpo, mancak oder silek.

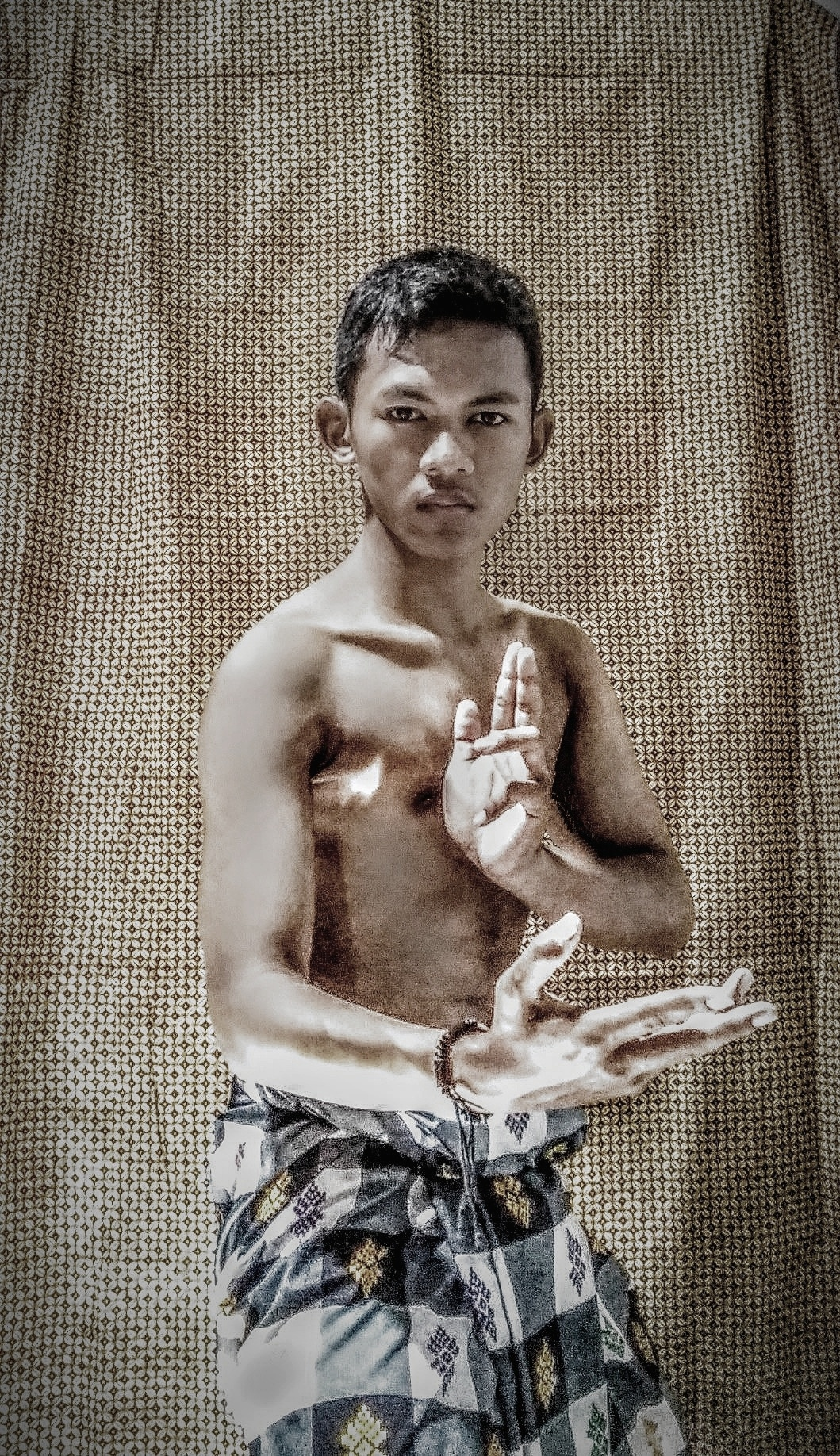
Pencak-Silat-Kämpfer

## Herkunft
Die Ursprünge des Pencak Silat sind, wie bei vielen südostasiatischen Kampfkünsten, weitgehend unbekannt, da nur wenig über sie geschrieben wurde und die Geschichten stets von Generation zu Generation mündlich übermittelt worden sind.
Archäologische Funde aus dem 6. Jahrhundert n. Chr. zeugen davon, dass zu jener Zeit bereits auf der malaiischen Halbinsel und Sumatra formalisierte Kampfsysteme erlernt wurden. Die Ursprünge des Pencak Silat müssen also noch weiter in der Vergangenheit liegen.
Es gibt zahlreiche Entstehungslegenden. So führen die Minangkabau, eine auf Sumatra ansässige Volksgruppe, ihre Kampfkunst Silek auf Datuk Suri Dirajo zurück. Dieser hatte von seinem Vater Cati Bilang Pandai eine Selbstverteidigungsmethode gelernt, die als Gayuang bezeichnet wurde. Durch die vier Generäle des Sultans Maharajo Dirajo, Kuciang Siam aus Thailand, Harimau Campo aus Kambodscha, Kambiang Hutan aus Indien und Anjieng Mualim aus Persien, kamen weitere Techniken und Aspekte hinzu. Aus Gayuang wurde Silek Usali. Dieses wird heute als Silek Tuo („altes Silek“) bezeichnet.
Im javanischen Epos Kidung Sunda werden die Krieger des Königreichs Sunda als große Meister des Silat beschrieben, als sie ihre Prinzessin Dyah Pitaloka als potentielle Frau für Hayam Wuruk, den Raja von Majapahit, geleiteten und 1357 bei einer Schlacht auf dem Bubat-Feld gegen die Soldaten der Majapahit kämpften.
Vom 17. Jahrhundert bis zur Mitte des 20. Jahrhunderts befanden sich große Teile des malaiischen Archipels unter dem Namen Niederländisch-Indien unter niederländischer Kolonialherrschaft. Während dieser Zeit war das Ausüben von Pencak Silat streng verboten. Dies galt auch für die Sultanate der malaiischen Halbinsel, die unter britischer Kolonialherrschaft standen. In beiden Fällen war das Training dann nur noch im Geheimen bzw. hinter verschlossenen Türen möglich.

## Organisation
Der Weltverband des Pencak Silat ist die PERSILAT (Persekutuan Pencak Silat Antar Bangsa) mit Sitz in der indonesischen Hauptstadt Jakarta. Die PERSILAT wurde 1980 von den vier einflussreichsten nationalen Verbänden der Staaten Indonesien, Malaysia, Singapur und Brunei gegründet innerhalb der PERSILAT, während die Dachverbände anderer Staaten eine untergeordnete Rolle spielen, wenn es um Grundsatzfragen in der Ausrichtung des Pencak Silat geht.
Die vier Gründungsmitglieder (Anggota Pengiri) sind:
- Indonesien: IPSI (Ikatan Pencak Silat Indonesia)
- Malaysia: PESAKA (Persekutuan Silat Kebangsaan Malaysia)
- Singapur: PERSISI (Persekutuan Silat Singapura)
- Brunei: PERSIB (Persekutuan Silat Kebangsaan Brunei Darussalam)

Neben diesen vier Gründungsmitgliedern sind derzeit 27 nationale Dachverbände, darunter die German Pencak Silat Federation (GPSF) und der Pencak Silat Verband Österreich (PSVÖ), in der PERSILAT vertreten.

## Stile
Pencak Silat spiegelt in jeglicher Hinsicht die kulturelle Vielfalt seines Herkunftsgebietes wider. Entsprechend groß ist die Auswahl an Stilen. Benannt werden diese unter anderem nach ihrer Herkunftsregion, speziellen Orten, Personen, aber auch nach Pflanzen und Tieren oder enthaltenen Techniken. Hier einige Beispiele:
- Silat Melayu bedeutet, der jeweilige Stil hat seine Herkunft in Malaysia
- Sera ist ein Sunda-Stil, der nach seinem Stilgeber Abah Sera benannt ist[5][11]
- Pukulan Patikaman aus Kalimantan legt großen Wert auf Fauststöße (ind. Pukul)[12]
- Bangau Putih bedeutet „Weißer Kranich“[13]
- Cimande ist ein Stil, dessen Name sich auf ein Dorf sowie einen Fluss bezieht[11]
- Dem Lotus (indonesisch terate) kommt im Stil Persaudaraan Setia Hati Terate (PSHT) eine besondere Bedeutung zu[5]

Qualitativ als auch quantitativ besteht ein erhebliches West-Ost-Gefälle. So findet man in Westsumatra und Westjava (Sunda) nicht nur die größte Anzahl an Stilen, sondern ebenfalls die ältesten, am weitesten entwickelten und die mit dem größten technischen Umfang. Ursächlich werden hierfür in der Regel der Einflussbereich der Srivijaya und Minangkabau sowie die historische Bedeutung der Riau-Inseln für die kulturelle Entwicklung der Region genannt. Bereits in Zentraljava ist eine deutliche Veränderung zu spüren, was das technische Repertoire angeht, die sich immer weiter in Richtung Osten fortsetzt. Auf der Nachbarinsel Bali finden sich inzwischen nur noch der um 1955 entstandene, historisch durch Sunda-Silat geprägte Stil Bakthi Negara sowie das Sandhi Murti. Auf Lombok existiert überhaupt kein bekannter, eigenständiger Silat Stil mehr. Dort praktiziert man mit Peresean einen vergleichbar primitiven Stockkampf als eine Art Volkssport.

## Techniken

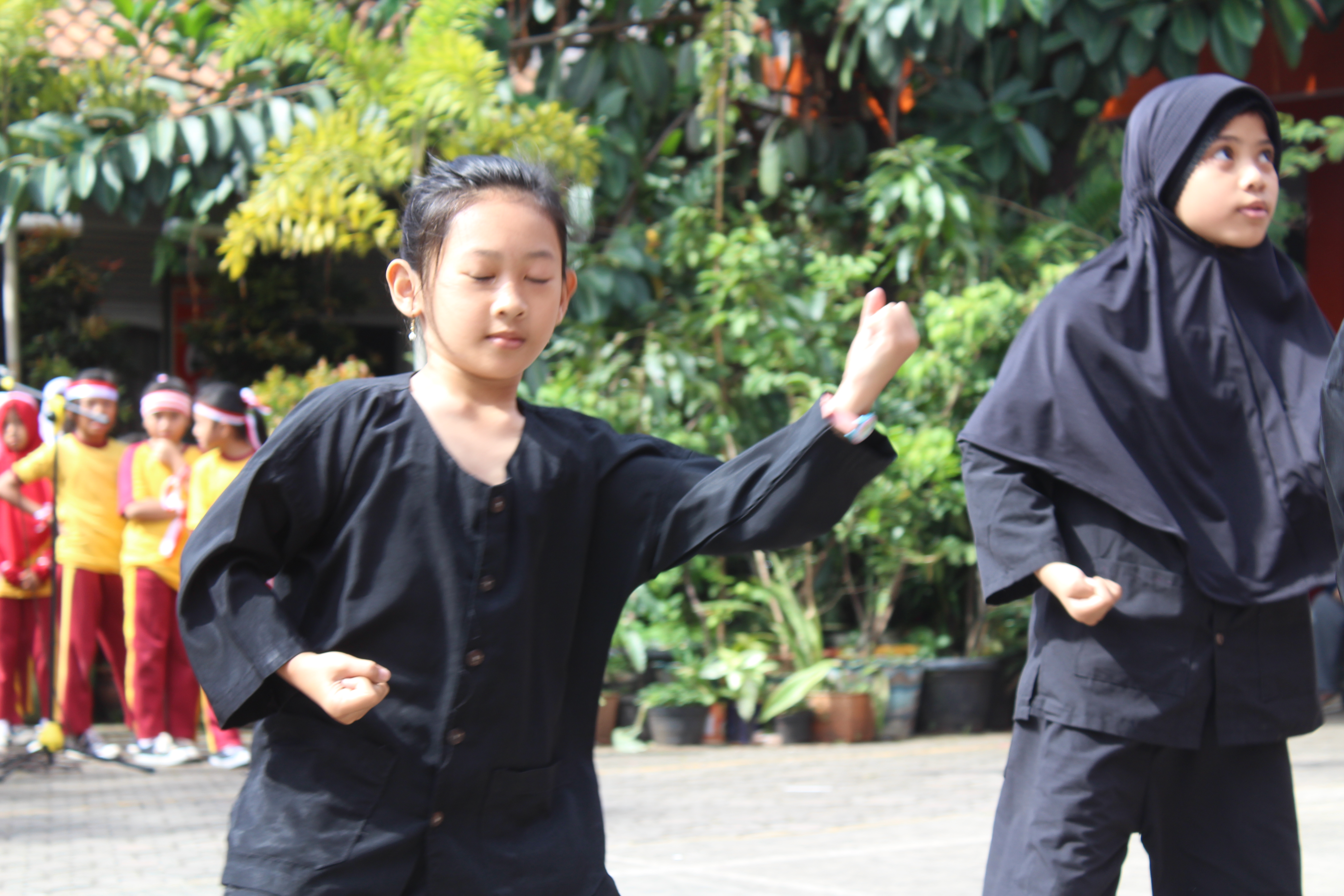
Kinder üben Pencak Silat

Pencak Silat beinhaltet sowohl archaische Kampf- und Jagdtechniken der indigenen Bevölkerung, die häufig auf der Imitation von Raubtieren (z. B. Tiger und Krokodil) oder Pflanzen (Schlingpflanzen, Dornengewächse) beruhen, als auch Techniken fremder Kulturen. Diese kamen durch Migration, Handel, Bündnisse, Kriege oder religiöse Gemeinsamkeiten mit dem Archipel in Kontakt. Infolgedessen findet man im Pencak Silat häufig Parallelen zu Kampfkünsten aus anderen Ländern, darunter Indien, China, Persien, Thailand, Kambodscha, Vietnam und Japan.
Zunächst werden Ausgangspositionen (kudas, pasang), Schrittfolgen (langkhas), Tritte sowie Oberkörpertechniken erlernt. In diesem Stadium muss der Schüler (murid) noch nicht zwingend wissen, wie er diese im Kampf einzusetzen hat. Auf eine von dem Stilgeber (Pendekar) vorher festgelegten Weise kombiniert, ergeben diese Techniken sogenannte jurus. Dies sind Sets von einzelnen oder mehreren logisch aufeinander aufbauenden Bewegungen, die den Kampf gegen imaginäre Gegner simulieren. Durch jurus werden nicht nur die erlernten Techniken vertieft, sondern auch die im Kampf zu erwartenden Bewegungen des Gegners einstudiert. Dies macht es dem Silat-Kämpfer (pesilat) möglich, den Ablauf des Kampfes bis zu einem gewissen Grad zu kontrollieren bzw. den Angreifer nach dessen Attacke so zu manipulieren, um ihn möglichst schnell und nachhaltig außer Gefecht zu setzen. Die sich daraus ergebenden Bewegungsabläufe können zunächst als reine Kunstform, Seni-Silat, betrachtet werden oder als Ibing Penca bzw. kembangan getanzt werden. In Partnerübungen wird die Applikation, buah, der jurus vermittelt. Ziel ist dabei die Verinnerlichung der Bewegungen und Techniken in einem möglichen Kampf, weshalb viel Wert auf eine saubere und sichere Ausführung gelegt wird. Der Lehrer (guru) gibt das Curriculum vor und überwacht und korrigiert die Schüler. In traditionellen Stilen wird ohne Schutzausrüstung trainiert. Sparrings gibt es im herkömmlichen Sinne ebenfalls nicht, da die vermittelten Techniken aufgrund des sehr hohen Verletzungsrisikos und dem häufigen Einsatz von Hieb- und Stichwaffen dafür nicht geeignet sind. Stattdessen gibt es freundschaftliche Partnerduelle, bei denen auf respektvolle Weise erprobt wird, welche Möglichkeiten zu reagieren sich aus der jeweiligen Situation ergeben. Eine Art dieses Trainings bezeichnet man in West-Java als usik.
Jeder Silat-Stil hat eigene Besonderheiten bzw. legt einen individuellen technischen Schwerpunkt. Manche Stile bevorzugen Faust-, Unterarm oder Ellenbogenstöße. Andere wiederum legen großen Wert auf Hebel oder Tritte. Häufig haben diese Unterschiede historische Gründe, zum Beispiel körperliche Behinderungen der Stilgeber, die sie auf diese Weise ausgleichen wollten. Aber auch taktische Erfordernisse können die Ursache sein. So bildete man im Königreich Sunda Soldaten eher als Einzelkämpfer aus, während die Majapahit eher Wert auf Soldaten legten, die in Formation kämpften. Dies spiegelt sich zum Teil noch heute in den Stilen der jeweiligen ehemaligen Hoheitsgebiete wider.
Typisch für das Silek Minangkabau ist das Gelek-Prinzip. Dieses setzt ein hohes Maß an geistiger und körperlicher Selbstbeherrschung und Aufmerksamkeit voraus. Durch Gelek ist es dem Silek-Kämpfer möglich, die Absichten und Angriffe seines Gegners frühzeitig zu erkennen. Kommt es zu einer Attacke, weicht der Kämpfer in der Regel durch geschickte Rotation des Oberkörpers aus und versucht einen unmittelbaren Gegenangriff durchzuführen. Der Konter steht dabei in Abhängigkeit zur Stärke des Angriffs. D.h. je heftiger, umso deutlicher die Gegenwehr.
Im Pencak Silat West Javas, dem sog. Sunda-Silat, findet das Prinzip in Grundzügen ebenfalls Anwendung. Anstatt mit dem gesamten Körper auszuweichen, werden allerdings präferiert Abwehrtechniken mit den Armen oder Händen durchgeführt. Stellvertretend hierfür sind die Stile Cimande und Sera.

## Kleidung
Trainiert wird in der Regel barfuß in einer Uniform bestehend aus einem Hemd mit langen Ärmeln sowie einer langen, weitgeschnittenen Hose. Die am häufigsten verwendete Kleidungsfarbe ist schwarz, aber auch grüne, rote oder weiße Uniformen existieren. Hierdurch lassen sich zum Teil die jeweiligen Stile erkennen bzw. eingrenzen. Traditionell trägt man darüber hinaus eine Kopfbedeckung aus Stoff, den Ikat. Jede Region hat unterschiedliche Methoden, diesen zu binden. Je nach Stil und Anlass können darüber hinaus Sarong, Ihram / Makka Gürtel sowie eine Vielzahl von weiteren Kopfbedeckungen getragen werden, darunter zum Beispiel die Kopiah. Auf der Brust, den Ärmeln oder dem Rücken finden sich häufig Aufnäher mit dem Logo der jeweiligen Schule (Perguruan).

## Waffen

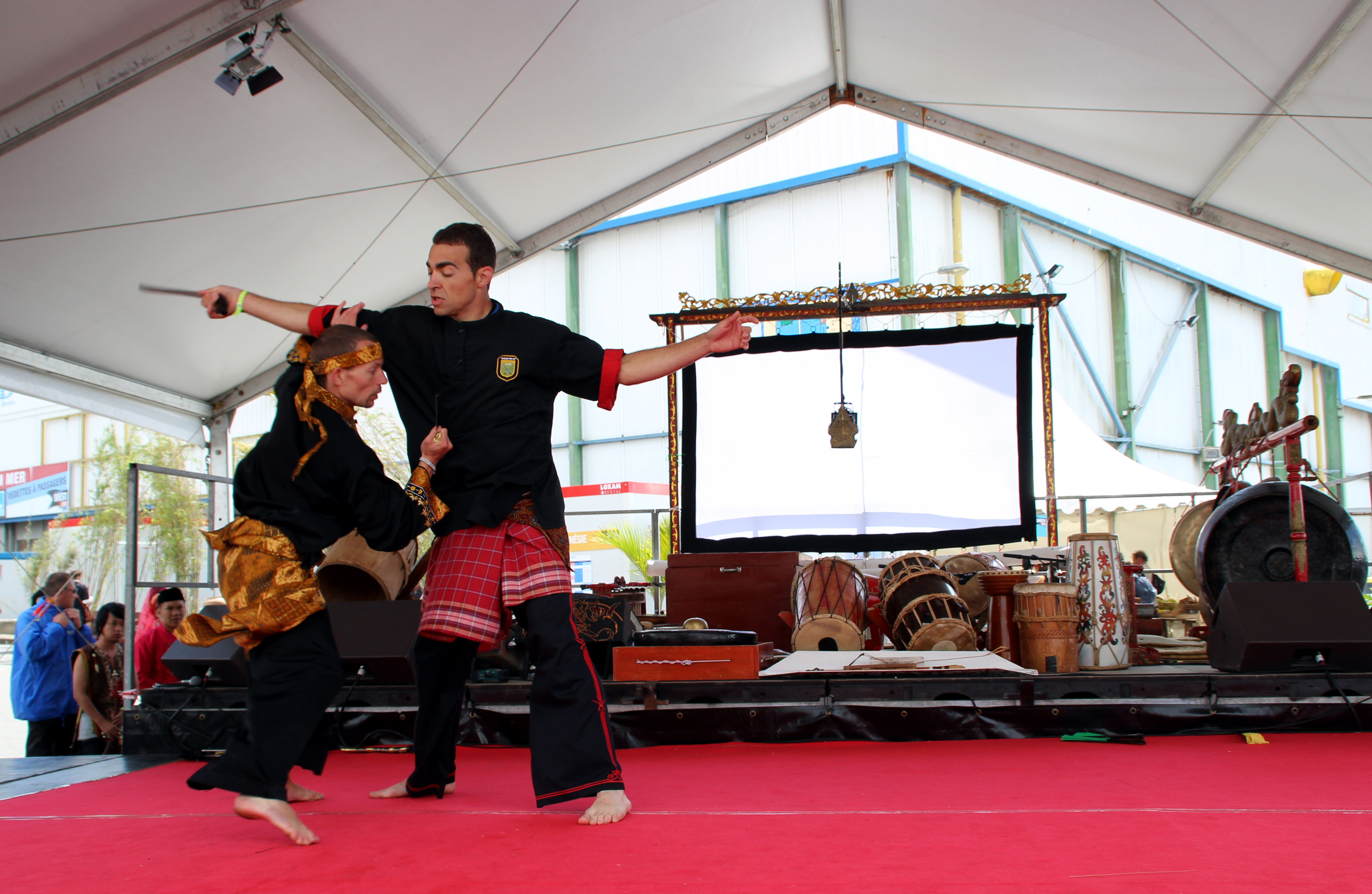
Pencak-Silat-Vorführung mit Waffe, Brest (Frankreich)

Neben dem unbewaffneten Kampf hat im Pencak Silat das Üben mit Waffen einen hohen Stellenwert, weshalb fast jeder Stil sein eigenes Repertoire spezieller Waffen besitzt. Einige werden hier aufgelistet.
- Badek – ein Dolch, hauptsächlich von den Bugis auf Makassar verwendet
- Cabang/Sewah – ein Faustmesser
- Celurit/Sabit – eine Sichel
- Kayu/Batang – ein etwa 70 cm langer Stock
- Karambit – ein kurzes, stark gekrümmtes Messer, dessen Form der Kralle eines Tigers nachempfunden ist
- Kipas – ein Fächer
- Kris – ein Dolch, häufig mit gewellter Klinge
- Kujang – eine sichelartiges Kurzschwert der Sundanesen
- Lembing/Seligi/Sibat – ein Speer
- Pedang/Sundang – ein einschneidiges Schwert
- Parang/Golok – ein einschneidiger Säbel
- Tongkat/Toya – ein Bambus- oder Rattanstock

## Mystik
Unter den Begriffen Kebatinan sowie Ilmu, dem „inneren Wissen“, fasst man die spirituellen Aspekte des traditionellen Pencak Silat zusammen. Ausprägung findet diese Glaubensvorstellung in einer Vielzahl von Ritualen, Symbolen und Gegenständen, denen übernatürliche Kräfte zugesprochen werden und dem Träger im Kampf oder im alltäglichen Leben Vorteile bringen sollen. Handelt es sich dabei um geheime Techniken oder Mantras, zum Beispiel um sich vor physischen Angriffen zu schützen, spricht man in diesem Zusammenhang auch von „innerer Kraft“. Im Debus zeigen umherziehende Schausteller zum Beispiel, wie sie ihr Schmerzempfinden unterdrücken oder scheinbar unverletzbar werden. Die Moros im Süden der Philippinen bereiteten ihre von den Amerikanern als Juramentados bezeichneten Silat-Krieger mit rituellen Bädern und einer speziellen Art von Bandagierung vor. Das tragen von Talismanen war ebenfalls üblich.
Im Stil Merapati Puthi, der auch von der indonesischen Spezialeinheit Kopassus verwendet wird, kommt eine besondere Atemtechnik zur Erzeugung dieser inneren Kraft zum Einsatz. Als Beweis ihres Könnens führen Mitglieder der Schule Bruchtests mit Metallplatten durch.
Der bekannte Kampfkünstler und Autor Donn F. Draeger wiederum vermutete, Anhänger der Stilrichtung Setia Hati Terate aus Zentral-Java würden im Kampf eine Art geheime Hypnosetechnik nutzen. In Indonesien ist es darüber hinaus üblich, bei Keris-Schmieden, sogenannten Empus, aufwendig hergestellte Dolche mit besonderen Eigenschaften in Auftrag zu geben. Sie sollen beispielsweise ihrem Besitzer zu mehr Wohlstand oder gesellschaftlicher Anerkennung verhelfen. Neben Materialien wie Eisen und Nickel enthalten Kris-Dolche zu diesem Zweck ebenfalls Meteoritengestein.

## Musik und Theater

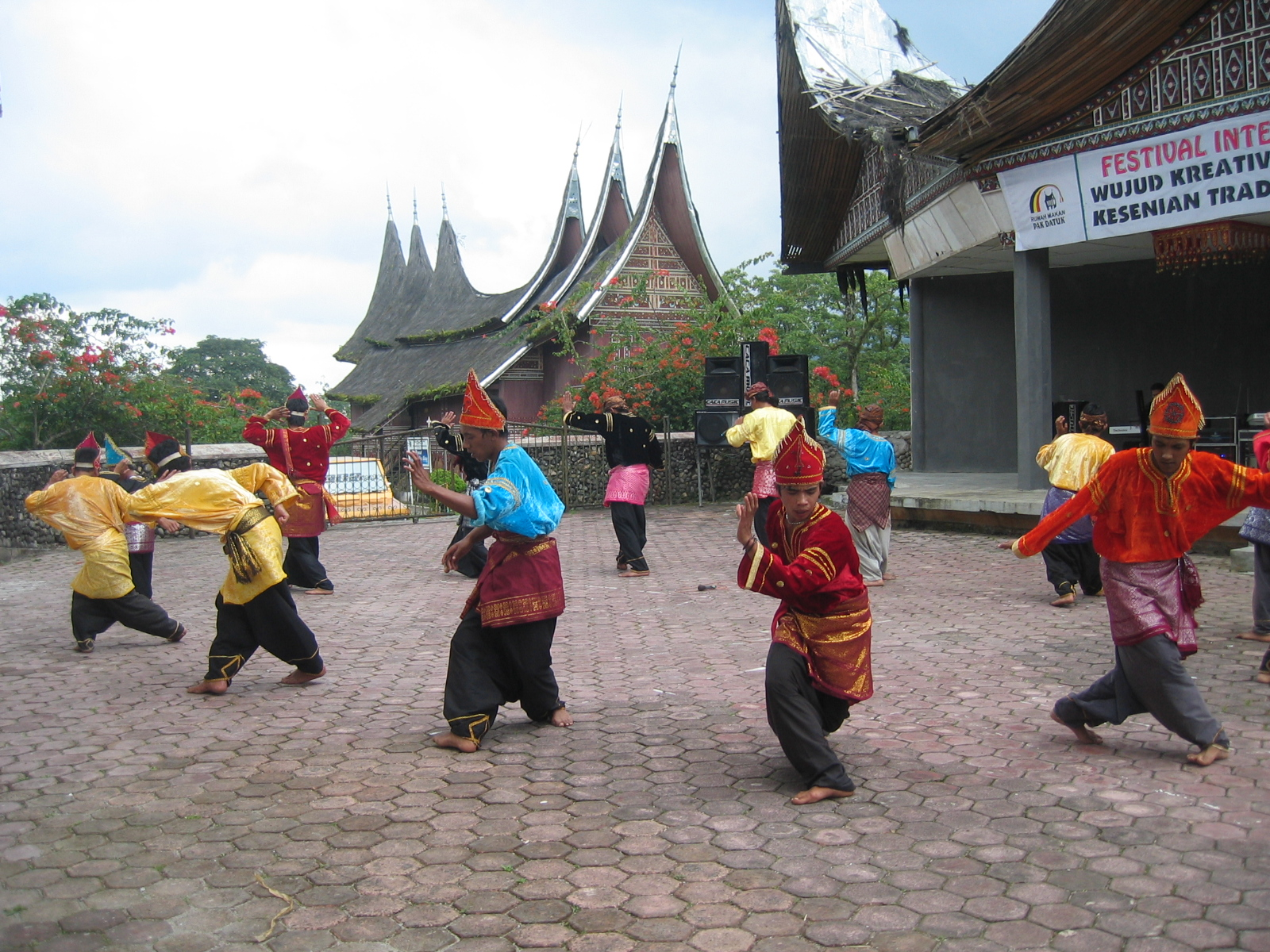
Randai-Aufführung in Padang Panjang nahe Padang, Westsumatra

Pencak Silat wird, wie viele südostasiatische Kampfkünste, häufig von Musik begleitet. Hierbei hat jede Region ihre eigenen Stilrichtungen und Instrumente. Im Westen von Java, in der Provinz Jawa Barat, werden Pencak-Silat-Vorführungen traditionell von einem Kendang Pencak-Ensemble begleitet, benannt nach der zweifelligen Fasstrommel kendang. Das melodieführende Instrument dieses Ensembles ist die Kegeloboe tarompet. Die Minangkabau von Westsumatra führen im Randai-Theater ihre Kampfkunst Silek mit Begleitung durch Gesang, Klatschen sowie verschiedene Instrumente, darunter die Bambusflöte saluang, auf. Typisch dabei ist vor allem die Benutzung ihrer weiten Hosen, genannt galembong, als Instrument. Der Stoff wird durch einen weiten Schritt gespannt, woraufhin man auf ihm trommeln kann. Eine weitere Form von Silat bei den Minangkabau ist der Begrüßungstanz Galombang, zu dessen Begleitung ein Ensemble aus der Fasstrommel gandang und der kleinen Kesseltrommel tasa spielt. 
Der malaiische Theaterstil Bangsawan in Malaysia und Indonesien ist eine Form von Oper, in der Musik, Tanz und Drama vereint sind. Darin sind in beträchtlichem Umfang Bewegungsformen aus dem Pencak Silat enthalten. Ferner werden im islamischen Tanzstil Zapin Elemente des Pencak Silat verwendet.

## Als Kampfsport
Im Gegensatz zu den traditionellen Stilen können im Olahraga Wettkämpfe im Vollkontakt mit Schutzkleidung ausgetragen werden. Ein Kampf geht über drei Runden von jeweils zwei Minuten. Tritte und Schläge sind nur oberhalb der Gürtellinie erlaubt, Kopfangriffe jedoch verboten. Es werden auch Wurf- und Grifftechniken angewendet. Punktwertungen gibt es für Treffer, erfolgreiches Verteidigen und Würfe.